# Reichsverband deutscher Firmensportvereine
Der Reichsverband deutscher Firmensportvereine (RDF) war ein deutscher Sportverband.
Er wurde 1927 als Reichs-Arbeitsgemeinschaft der Behörden- und Firmen-Sportvereine Deutschlands (RAG) gegründet.
Im Jahr 1929 wurde er in Reichsverband deutscher Firmensportvereine umbenannt.
Er umfasste etwa 22.000 Mitglieder in 300 Vereinen.